# Ichneumon rufipes
Ichneumon rufipes là một loài tò vò trong họ Ichneumonidae.